# Chris Moriarty
Œuvres principales
- Spin State (2003)
- Spin Control (2006)
- Ghost Spin (2013)

Chris Moriarty, née en 1968, est une écrivaine américaine de science-fiction et de fantasy.
Elle est connue pour la trilogie de science-fiction cyberpunk Spin.

## Œuvres

### TrilogieSpin
1. Spin State, Bragelonne, 2004 ((en) Spin State, 2003)
2. (en) Spin Control, 2006Prix Philip-K.-Dick 2007
3. (en) Ghost Spin, 2013

### SérieThe Inquisitor's Apprentice
1. (en) The Inquisitor's Apprentice, 2011
2. (en) The Watcher in the Shadows, 2013